# 醤油ラーメン

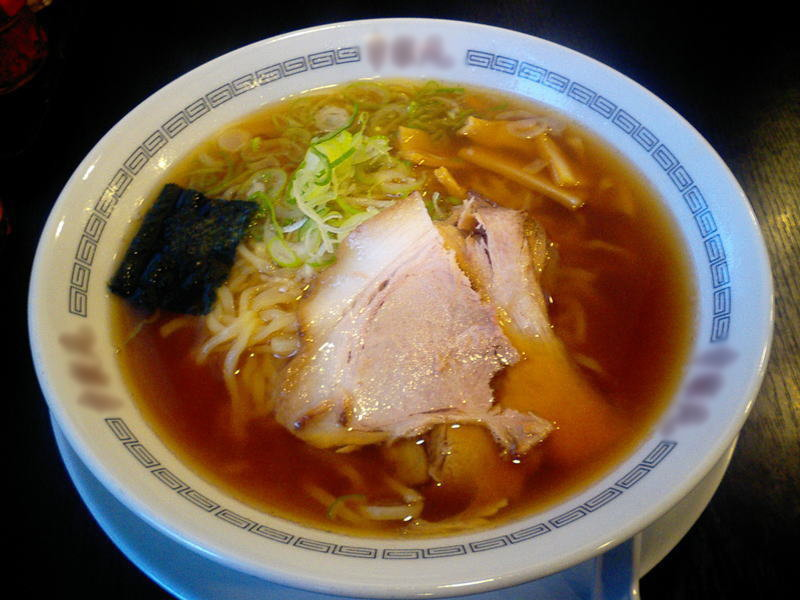
醤油ラーメン

醤油ラーメン（しょうゆラーメン）とは、スープに醤油タレを使用したラーメン。「中華そば」「正油ラーメン」と表現される場合もある。
1910年（明治43年）に浅草の『來々軒』で出された東京ラーメンが初出であり、ラーメンの原型である。日本におけるラーメンの中で、塩ラーメンと同じく長い歴史を持つ。

## 調理方法

### ラーメン店での調理方法
出汁は、鶏がらおよびその他の材料を数時間煮込んで作るが、その他に豚骨や牛骨をも出汁の材料とするラーメン店もあるなど多様ではあるが、濃口醤油タレを使用して醤油味のスープに調製する。ネギ・タマネギ・ニンニク・ニンジンの他にも、独自の材料を加えるラーメン店も多く、背脂やラードなどの油脂を入れる店もある。

### よく使われる具
メンマ、刻みネギの他に、多くの店ではチャーシューの薄切りが載せられるが、このチャーシューを数枚増量したラーメンは「チャーシュー麺」と呼ぶ。数枚の板海苔などを添える店もある。

### 調味料
好みの分量で胡椒を入れられるよう、客席に用意している店が多い。

## 様々な醤油ラーメン

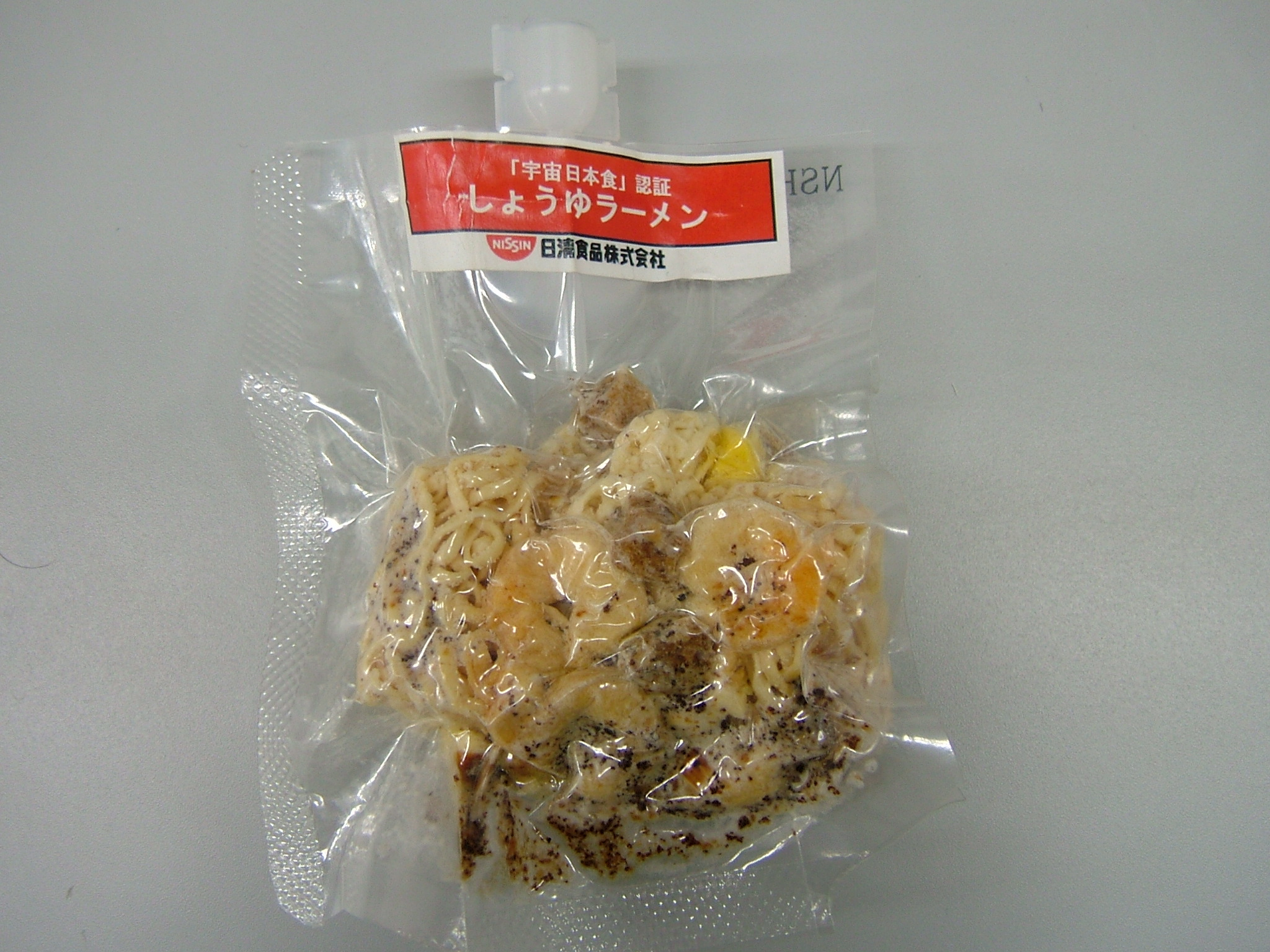
宇宙食

宇宙食ともなっている。また醤油ラーメンが日本のラーメンの原型であるため、ラーメン店のメニューとなっている事も多い。

### ご当地ラーメン（醤油ラーメン）
日本全国の「ご当地ラーメン」の多数が、醤油ラーメンを基本としている。
北海道
- 旭川ラーメン（北海道旭川市）
- 釧路ラーメン（北海道釧路市）

東北
- 津軽ラーメン（青森県弘前市）
- 八戸らーめん（青森県八戸市）
- 十文字中華そば（秋田県横手市）
- 酒田ラーメン（山形県酒田市）
- 米沢ラーメン（山形県米沢市）
- 喜多方ラーメン（福島県喜多方市）
- 白河ラーメン（福島県白河市）
- 郡山ブラック（福島県郡山市）

関東
- スタミナらーめん（茨城県水戸市）
- 佐野ラーメン（栃木県佐野市）
- 藤岡ラーメン（群馬県藤岡市）
- スタミナラーメン（埼玉県さいたま市・上尾市）
- 竹岡ラーメン（千葉県富津市）
- 東京ラーメン（東京都）
- 八王子ラーメン（東京都八王子市）
- サンマーメン（神奈川県横浜市）
- 家系ラーメン（神奈川県横浜市）

甲信越
- 燕三条背脂ラーメン（新潟県燕市・三条市）
- 新潟あっさり醤油ラーメン（新潟市）
- 長岡生姜醤油ラーメン（新潟県長岡市）

中部
- 富山ブラック（富山県富山市）
- 敦賀ラーメン（福井県敦賀市）
- 高山ラーメン（岐阜県高山市）
- 台湾ラーメン（愛知県名古屋市及び東海地方）
- ベトコンラーメン（愛知県一宮市・岐阜県岐阜市）
- 忍者系ラーメン（静岡県浜松市）

近畿
- 京都ラーメン（京都市及び、京都府南部・滋賀県南部地域）
- 神戸ラーメン（兵庫県神戸市・阪神地域）
- 高井田ラーメン（大阪府大阪市東成区・東大阪市）
- 天理ラーメン（奈良県天理市）
- 和歌山ラーメン（和歌山市など和歌山県紀北地方）
- 播州ラーメン（兵庫県西脇市）

中国・四国
- 岡山ラーメン（岡山県岡山市）
- 笠岡ラーメン（岡山県笠岡市）
- 福山ラーメン（広島県福山市）
- 尾道ラーメン（広島県尾道市）
- 広島ラーメン（広島市）
- 呉ラーメン（広島県呉市）
- 鳥取牛骨ラーメン（鳥取県）
- 宇部ラーメン（山口県宇部市）
- 徳島ラーメン（徳島市）
- 鍋焼きラーメン（高知県須崎市）

九州
- 宮崎ラーメン（宮崎県）